# Dziobowal rozdzielnozębny
Dziobowal rozdzielnozębny, wal nowozelandzki (Mesoplodon bowdoini) – gatunek ssaka morskiego z rodziny zyfiowatych (Ziphiidae).

## Taksonomia
Gatunek po raz pierwszy zgodnie z zasadami nazewnictwa binominalnego opisał w 1908 roku amerykański przyrodnik Roy Chapman Andrews nadając mu nazwę Mesoplodon bowdoini. Holotyp pochodził z New Brighton Beach, w Canterbury, w Nowej Zelandii. Okazem typowym był szkielet dorosłego samca (numer katalogowy AMNH 35027) znajdujący się w kolekcji Amerykańskiego Muzeum Historii Naturalnej.
Autorzy Illustrated Checklist of the Mammals of the World uznają ten gatunek za monotypowy.

### Etymologia
- Mesoplodon: gr. μεσος mesos „środkowy”; oπλα opla „uzbrojenie”; οδους odous, οδοντος odontos „ząb”[9].
- bowdoini: George Sullivan Bowdoin (1833–1913), amerykański prawnik, zarządca Amerykańskiego Muzeum Historii Naturalnej w latach 1883–1913, członek zarządu Metropolitan Opera w Nowym Jorku, dyrektor Guaranty Trust w latach 1896–1902[10].

## Zasięg występowania
Rozmieszczenie geograficzne dziobowala rozdzielnozębnego jest słabo poznane, ale wydaje się, że ogranicza się do chłodniejszych wód półkuli południowej między 32° szerokości geograficznej południowej a strefą konwergencji antarktycznej; wyrzucone na brzeg zwierzęta odnotowano na Ziemi Ognistej, Tristan da Cunha, Australii i Nowej Zelandii. Zasięg występowania może mieć charakter okołobiegunowy, ale możliwe jest również, że istnieje luka między Wyspami Chatham a Ameryką Południową.

## Morfologia
Długość ciała 390–441 cm; niepotwierdzona masa ciała około 1000 kg. Ubarwienie od ciemno szarego po matowo czarne.

## Status zagrożenia
W Czerwonej księdze gatunków zagrożonych Międzynarodowej Unii Ochrony Przyrody i Jej Zasobów został zaliczony do kategorii DD (ang. data deficient „brak danych”).